# Muliné

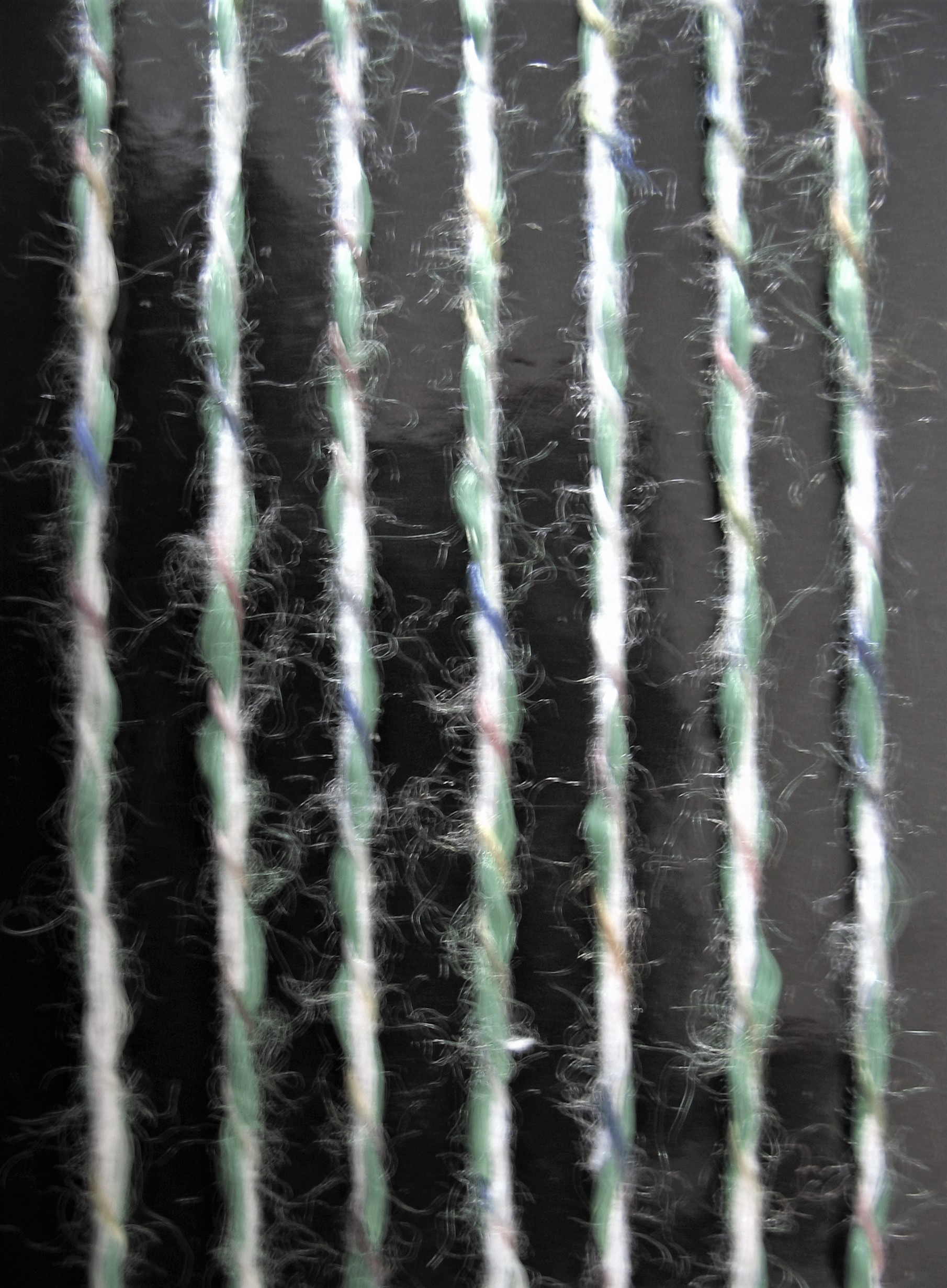
Trojmo skaná mulinka na ruční pletení

Muliné má v textilním názvosloví trojí význam.
- Jednak se tento výraz používá pro příze skané z různobarevných nití nebo z různých materiálů (např. vlna a acetát), které odlišně reagují na následující proces barvení.[1]

Příze z vlny a vlněných směsí se často používají na ruční pletení, bavlněná mulinka je známá ve výšivkách.
- Tkaninám z těchto přízí se rovněž říká muliné. Charakteristický je jemně skvrnitý efekt na rubu i líci těchto výrobků.

- Názvem muliné jsou také všeobecně označovány jednoduché nebo skané příze s nízkým zákrutem, tedy s měkkým omakem.

V anglosaské literatuře se pro muliné zpravidla používá pojem grandrelle nebo i marl. Výrazem marl se však častěji označují jaspé příze a oba názvy se navzájem zaměňují.